# Bronkhorst (Adelsgeschlecht)

Stammwappen nach dem Armorial Gelre

Die Herren von Bronkhorst, auch Bronckhorst oder die Bronkhorsten, waren ein niederländisches Uradelsgeschlecht, das ursprünglich wohl aus dem heute belgischen Reckheim an der Maas stammte, damals Hauptort der reichsunmittelbaren Herrschaft Reckheim. Stammsitz war das um 1140 erbaute Schloss Bronkhorst in der heute niederländischen Provinz Gelderland. Von 1402 bis 1647 regierten sie die durch Heirat erworbene reichsunmittelbare Herrschaft Anholt, heute im Kreis Borken unmittelbar an der deutsch-niederländischen Grenze gelegen.

## Geschichte
Die Herren von Bron(c)khorst gehörten zu den ältesten Lehnsleuten der Grafen von Geldern. 1196/97 trat Wilhelm von Bronkhorst als Zeuge beim Treueschwur seines Lehnsherrn Otto I. von Geldern gegenüber Wilhelm von Löwen, dem Sohn des Gottfried III. von Brabant-Löwen, auf. Zu Beginn des 13. Jahrhunderts übten die Herren von Bronkhorst zeitweilig die gräflichen Rechte in Geldern aus, traten diese aber um 1225 wieder ab. 1273 wurde Giselbert zum Erzbischof von Bremen gewählt. Durch Eheverbindungen konnte die Familie ihren Besitz erweitern. Bedeutsam war dabei der Erwerb der Herrschaft Batenburg um 1315, der Herrschaft Borculo 1401 und der Herrschaft Anholt 1402. Mitte des 14. Jahrhunderts teilte sich die Familie in zwei Linien, die sich dann Bronkhorst-Borculo und Bronkhorst-Batenburg nannten; Anholt gehörte letzterer Linie und bildete zeitweilig einen eigenen Zweig. Die Linie Borculo starb 1553 aus, ihr Erbe fiel nach Auseinandersetzungen mit dem Hochstift Münster und der Grafschaft Diepholz an die Grafen von Limburg-Styrum. Die Linie Batenburg-Anholt starb 1649 im Mannesstamm aus und wurde von den Grafen zu Salm-Salm beerbt, die Schloss Anholt bis heute besitzen. 
Die Bronkhorst zählten zu den freiadeligen Herren und damit zum nichtfürstlichen Hochadel. Da sich die geldrische Ritterschaft sowohl aus Edelfreien als auch aus Ministerialen zusammensetzte, begannen die alten und mit großem freiem Allodialbesitz ausgestatteten Familien, sich seit dem 14./15. Jahrhundert als Bannerherren (baenrots oder bannerets) innerhalb der Ritterschaft herauszuheben, um sich von den „Aufsteigern“ abzugrenzen. Diese Titulierung stand innerhalb der alten Grafschaft Zutphen neben den Bronkhorst nur drei weiteren Familien zu. Eheliche Verbindungen bestanden mit Geschlechtern wie den gräflichen Häusern von Oldenburg, von Holstein-Rendsburg, von Bentheim-Steinfurt, von Moers, von dem Bergh und von Diepholz, den Edelherren von Gemen, den Herren von Wylich und Lottum, von Alpen und von Ketteler.

## Persönlichkeiten

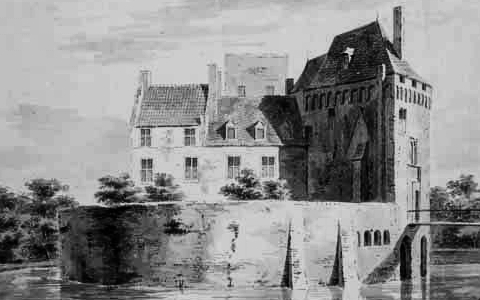
Ehemaliges Schloss in Bronkhorst

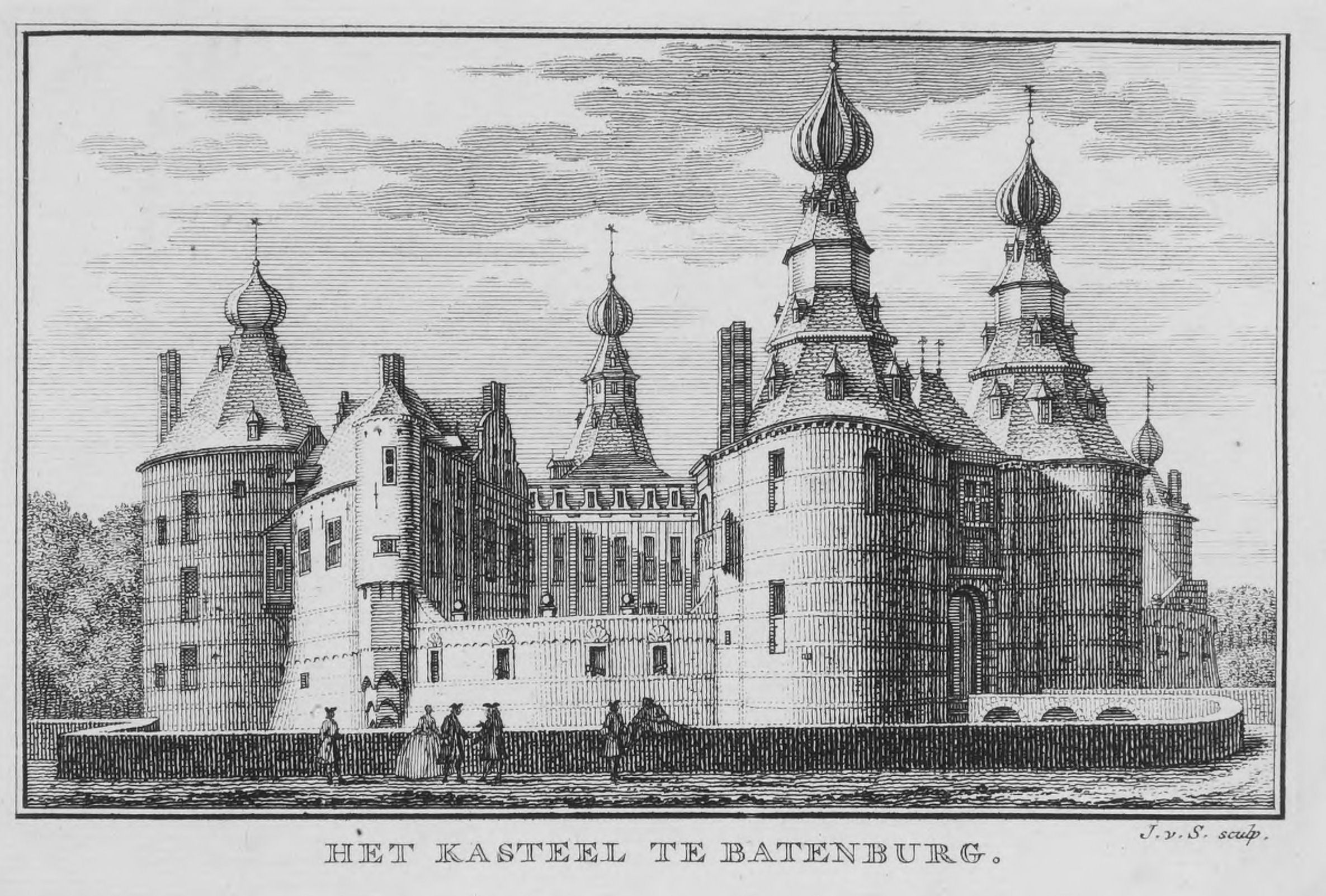
Ehemaliges Schloss in Batenburg

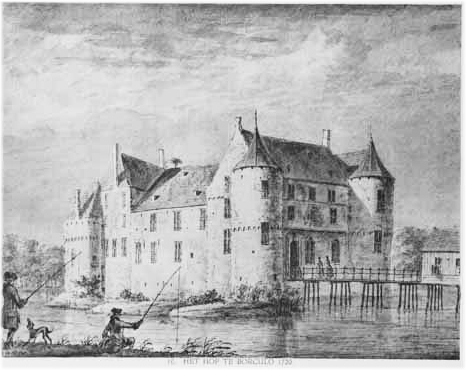
Kasteel Borculo (1720)

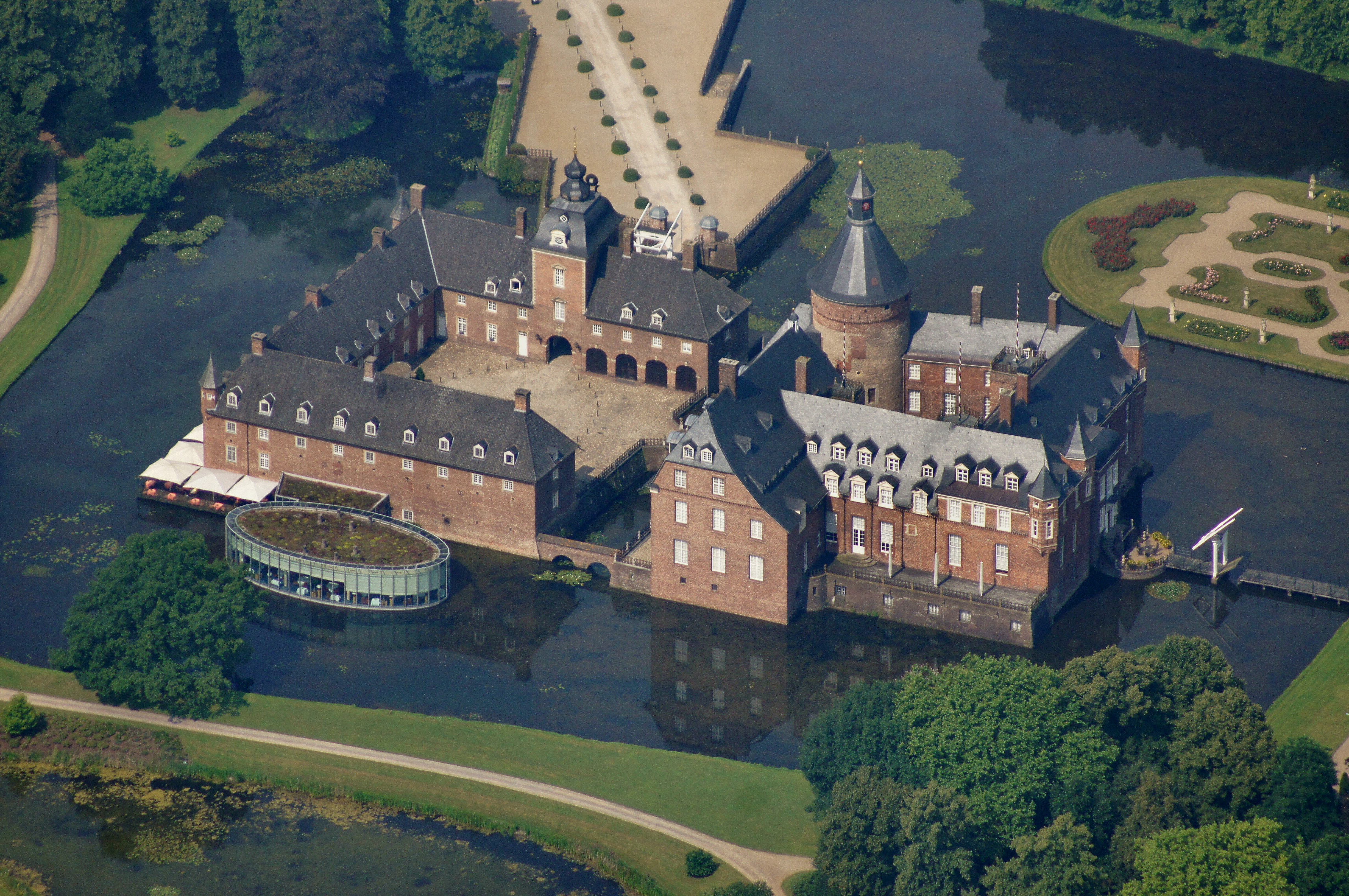
Burg Anholt

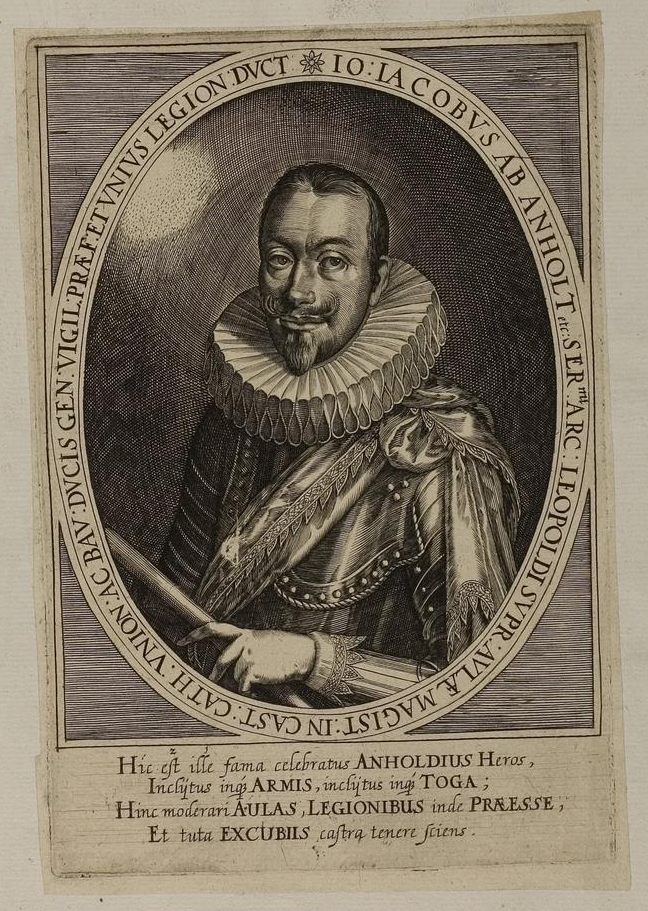
Johann Jakob von Bronckhorst-Batenburg, kaiserlicher Feldmarschall im Dreißigjährigen Krieg (1582–1630)

Die wichtigsten Vertreter dieses Adelsgeschlechts sind:
- Gysbert I.: Er soll der erste aus diesem Geschlecht gewesen sein. Er war Bannerherr des Grafen von Geldern und ließ um 1140 das Schloss in Bronkhorst bauen, das strategisch auf einem Sandhügel am Ufer der IJssel stand und dem Besitzer die Kontrolle über die Schifffahrt ermöglichte. (Das Schloss wurde 1828 abgebrochen.) Zeitgleich stiftete Ermgard van Bronckhorst ein Kloster in Rekem (Rekheim an der Maas).
- Wilhelm II. (1241–1290) wird als Heerführer in der Schlacht von Worringen im Jahre 1288 bezeugt. Seine Frau war Ermgard von Randerode, eine Tochter heiratete den Grafen Heinrich I. von Holstein-Rendsburg.
- Giselbert, Sohn von Gis(el)bert II. von Bronkhorst (dieser ein Sohn Wilhelms II., † um 1290) und Kunigunde, einer Tochter des Grafen Moritz I. von Oldenburg, war von 1273 bis 1306 Erzbischof von Bremen.
- Wilhelm III., Bruder des Erzbischofs Giselbert, war ab 1315 Herr von Bronkhorst. Er erwarb durch seine Ehe mit Johanna die Herrschaft Batenburg und war Marschall des Herzogs Rainald II. von Geldern. Er fiel 1328 im Kampf gegen Lüttich.
- Florenz (Florentius), Archidiakon von Hadeln und Rüstringen, einer von drei rivalisierenden Bischofselekten von Bremen, starb ohne je päpstlich bestätigt zu werden, ein Sohn Wilhelms III.
- Gysbert V., der älteste Sohn und Nachfolger von Wilhelm III. Er begann den Bürgerkrieg gegen das Geschlecht Heeckeren und gegen Herzog Rainald III. von Geldern und hatte großen Erfolg. Chronisten beschreiben ihn, je nach der Partei, der sie angehörten, als genial und tapfer oder als einen blutrünstigen Bandenführer. Er starb auf dem Höhepunkt seiner Macht im Jahr 1356.
- Die Jonkvrouw Maria van Bronkhorst war die Geliebte des Grafen von Holland, Zeeland und Hennegau, Albrecht I. Herzog von Bayern-Straubing (1336–1404) und hatte mit ihm mehrere uneheliche Kinder, darunter Willem van Beieren van Schagen (ca. 1389–1473), auch Bastard von Holland genannt.[2] Dieser erhielt 1427 die Herrschaft Schagen und wurde Admiral von Holland. Seine Nachfahren im Mannesstamm existierten in den Niederlanden noch über viele Generationen, bis hin zu Albrecht Nicolaas van Beieren van Schagen (1666–1727). Name und Wappen gingen dann an die Familie Van Aerssen über.
- Gisbert von Bronckhorst übernahm 1397 eine Hälfte, nach dem Aussterben der Herren von Borculo 1401 die gesamte Herrschaft Borculo.[3] Er erkannte 1406 die Oberhoheit des Hochstifts Münster an und ließ sich und seine Erben vom Fürstbischof von Münster mit der Herrschaft Borculo belehnen.[4]
- Gysbert von Bronckhorst-Batenburg (1402–1429) erhielt 1402 durch seine Heirat mit Margaretha von Gemen die reichsunmittelbare Herrschaft Anholt. Kaiser Sigismund bestätigte den Bronkhorst-Batenburg im Jahr 1431 die reichsunmittelbaren Rechte ihrer Herrschaft.
- Jakob I. von Bronckhorst-Batenburg-Anholt, Gysberts Sohn, unterstützte gemeinsam mit Herzog Johann II. von Kleve Kaiser Maximilian I. gegen den geldrischen Herzog Karl von Egmond, der 1499 Anholt belagerte und es 1512 einnahm.
- Dietrich III. von Bronckhorst-Batenburg-Anholt, Jakobs Vetter und Erbe, erhielt 1537 durch einen Vertrag die Herrschaft Anholt gegen hohe Kontributionen zurück. Im Achtzigjährigen Krieg weigerte er sich als Katholik jedoch, dem Bündnis gegen Spanien beizutreten, weshalb die Geusen Anholt belagerten und plünderten.
- Herman von Bronckhorst (1430–1520), Herr von Batenburg, erwarb die Herrschaft Stein.
- Herman von Bronckhorst-Batenburg (ca. 1500–1556), Enkel des vorgenannten Hermann, erwarb 1535 das Schloss Wijchen (seine Erben verkauften es 1595).
- Joost von Bronckhorst-Borculo (Georg) starb 1553 als Letzter seiner Linie ohne direkten Erben, woraufhin das Hochstift Münster die Herrschaften Borculo und Lichtenvoorde als verfallene Lehen einzog. Die Grafen von Diepholz erhoben Anspruch auf sein Land. Otto IV. von Diepholz († 1462) hatte 1441 Hedwig von Bronkhorst geheiratet, wovon das Haus Diepholz Ansprüche auf die Herrschaften Bronkhorst und Borkelo ableitete,[5] was sich auch in einer erweiterten Titulatur „Graff zu Diepholz und Brunckhorst Herr zu Borkelohe“,[6] sowie heraldisch, in einer Wappenmehrung mit den jeweiligen Anspruchswappen zu Bronkhorst und Borkelo, niederschlug (Feld 1 und 4 bzw. 2 und 3). Gleichwohl fiel Schloss und Herrschaft Bronkhorst an Joosts Nichte Irmgarde von Wisch, die 1539 Graf Georg von Limburg-Styrum geheiratet hatte; der Besitz blieb bis 1721 bei den Grafen von Limburg-Styrum, die auch das Bronkhorst- und das Borkulosche Wappen ihrem großen Wappen hinzufügten (Feld 2 bzw. 4).
- Dietrich IV. von Bronckhorst-Batenburg-Anholt (1578–1649) erbte 1612 die Herrschaft Anholt und wurde 1621 durch Kaiser Ferdinand II. gemeinsam mit seinem jüngeren Bruder, dem kaiserlichen Feldmarschall Johann Jakob von Bronckhorst-Batenburg, in den Reichsgrafenstand erhoben und Mitglied im Niederrheinisch-Westfälischen Reichsgrafenkollegium. 1647 übertrug er die Herrschaft Anholt dem Mann seiner Tochter Maria-Anna, dem Reichsgrafen Leopold Philipp Karl zu Salm, Wild- und Rheingraf. Seither gehören Schloss und Gut Anholt dem Haus Salm-Salm.

## Wappen
Die Blasonierung lautet: In Rot ein silberner, goldgekrönter, bewehrter Löwe mit einem doppelten, über Kreuz gelegten Schwänze, und auf dem Helme zwei schwarze Bärentatzen, in jeder eine silberne Münze.
Später wurde das Wappen mit den Besitzungen vermehrt: Blasonierungen

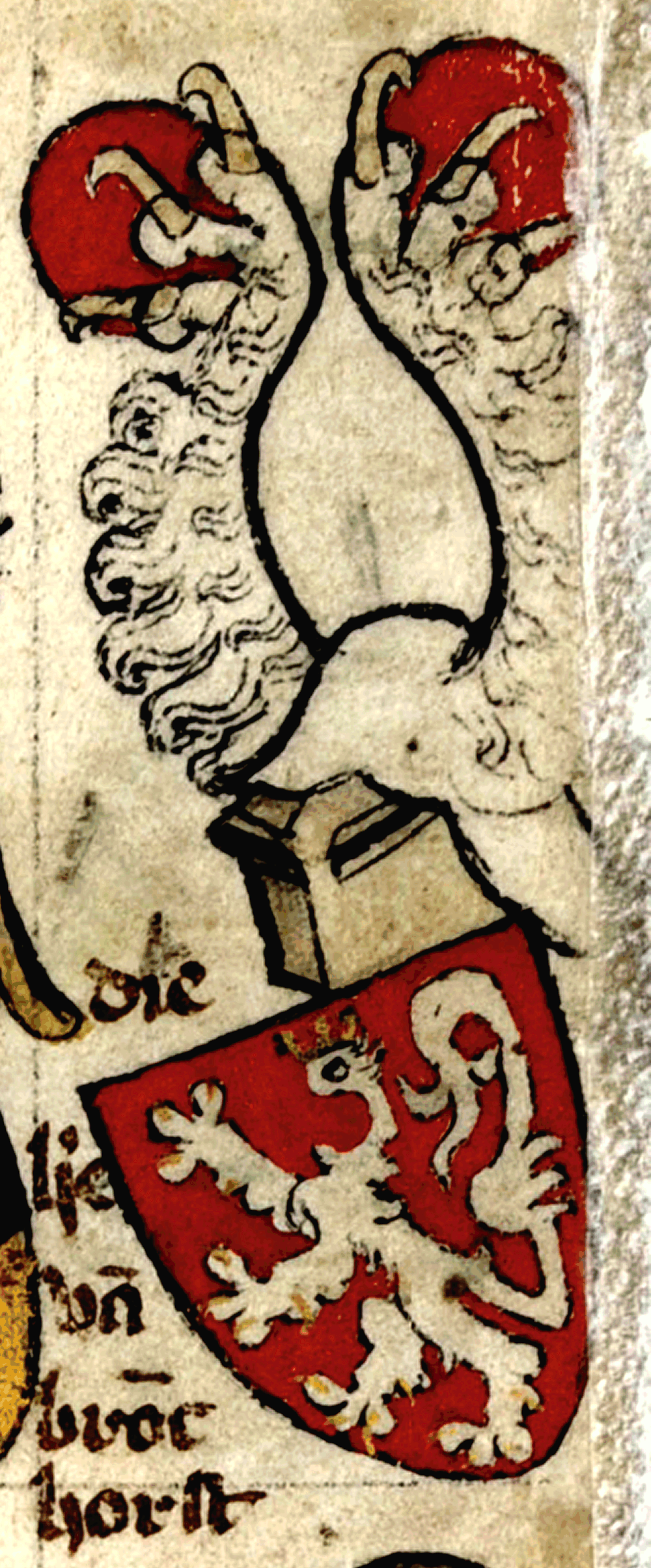
Stammwappen im Armorial Gelre/Bellenville (1395-1402)
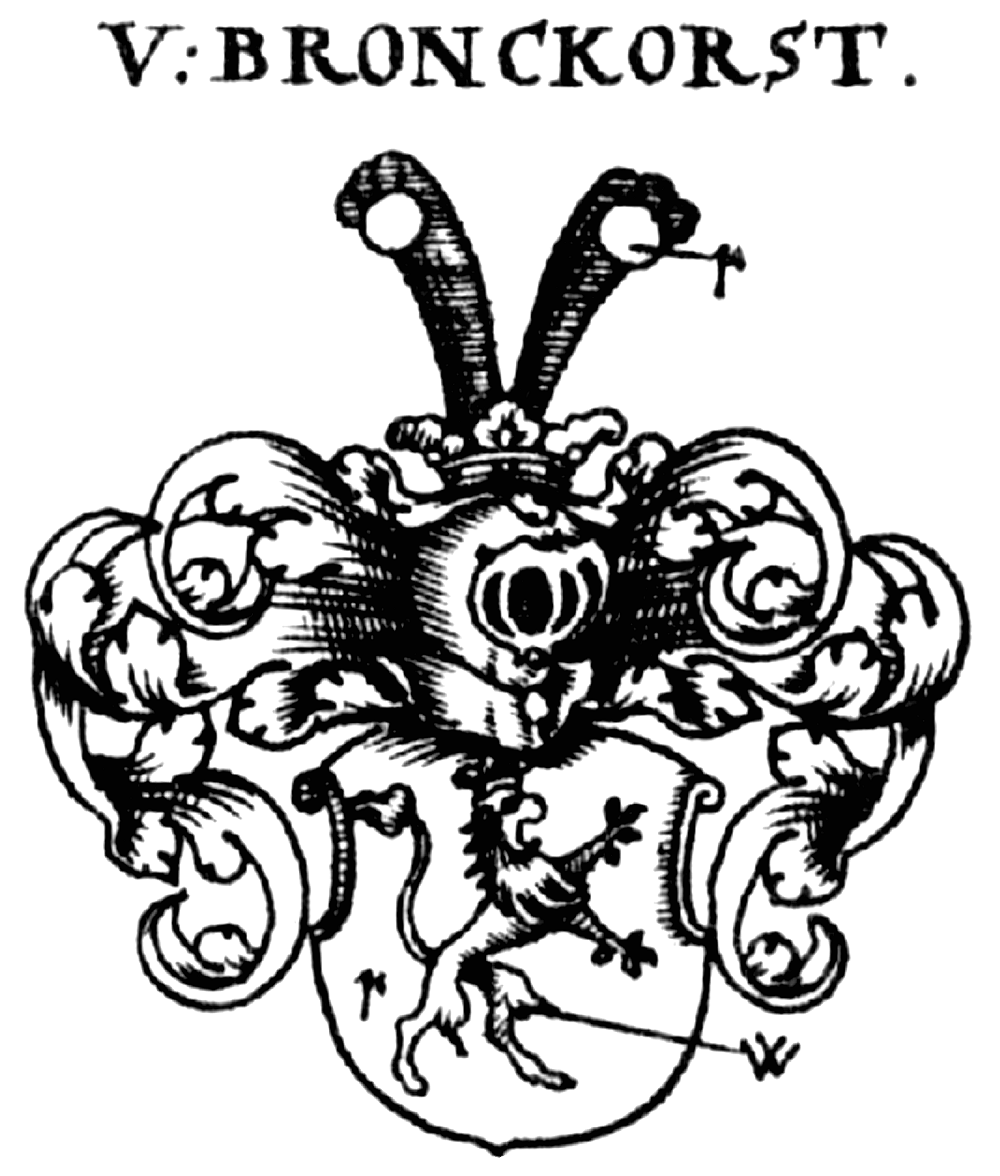
Stammwappen derer von Bronckhorst (spiegelverkehrt)
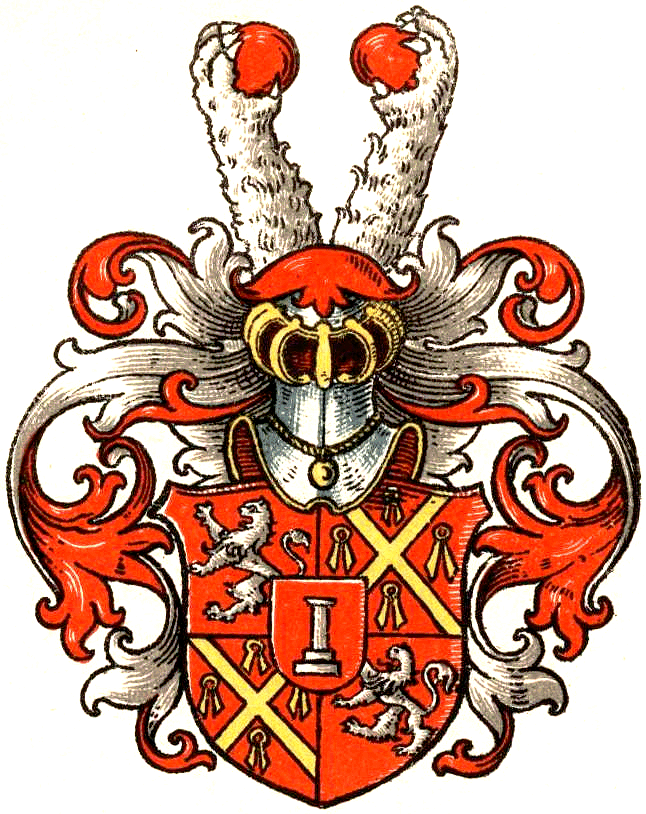
Wappen derer von Bronkhorst-Batenburg
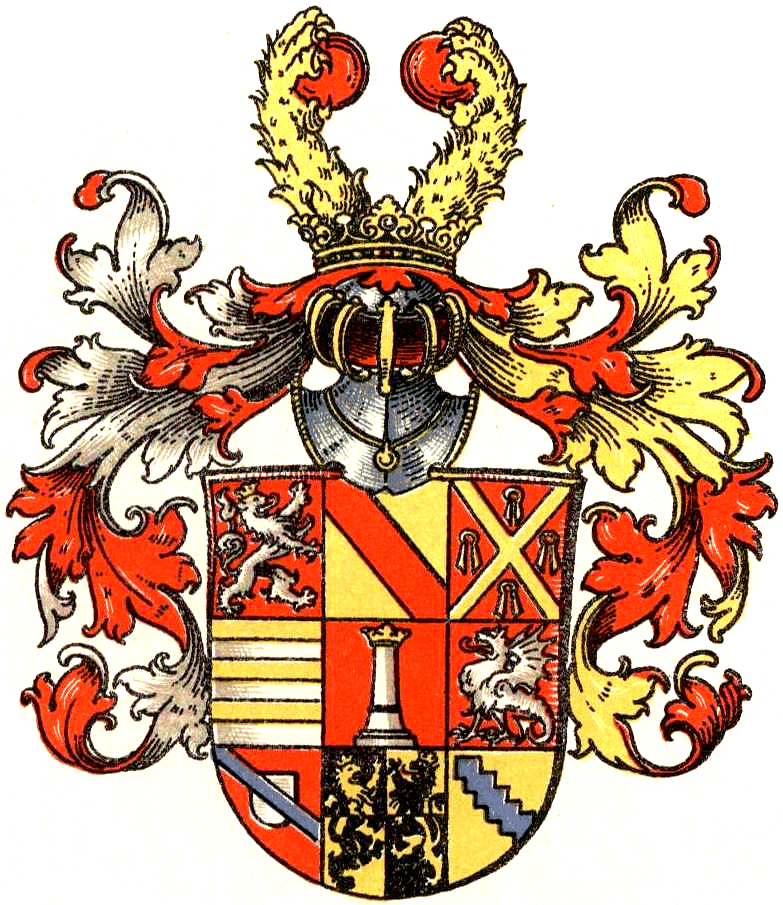
Wappen der Grafen von Bronckhorst-Batenburg
Bronckhorst-Batenburg

## Literatur

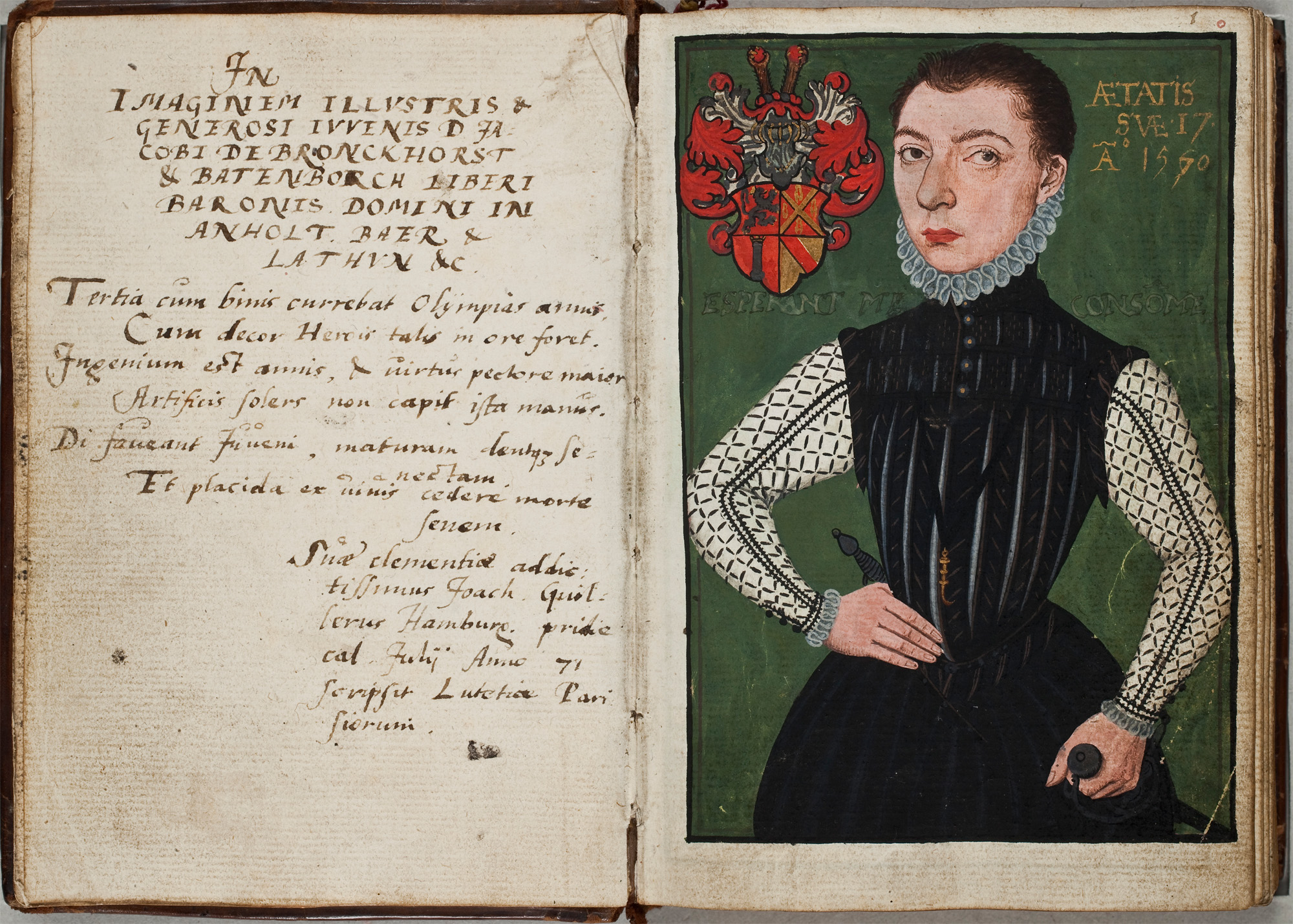
Jacob van Bronckhorst van Batenburg (1550)